# Олден Еренрајх
Олден Кејлеб Еренрајх (енгл. Alden Caleb Ehrenreich; Лос Анђелес, 22. новембар 1989) амерички је глумац. Каријеру је започео у фулмовима Франсиса Форда Кополе, Тетро (2009) и Између светова (2011). После споредних улога у филмовима Несрећна Џасмин и Стокер из 2013. године, добио је похвале за своју улогу у комедији браће Коен, Аве, Цезаре! (2016). Глумио је Хана Солоа у фантастичном филму Соло: Прича Ратова звезда (2018) и Џона у дистопијској телевизијској серији Врли нови свет (2020).

## Филмографија

### Филм
| Година | Српски назив              | Изворни назив | Улога               | Редитељ(и)          | Напомене     |
| ------ | ------------------------- | ------------- | ------------------- | ------------------- | ------------ |
| 2008.  |                           | !             | Ден                 | Брајан Башам        | кратки филм  |
| 2009.  | Тетро                     |               | Бени Тетрочини      | Франсис Форд Копола |              |
| 2009.  |                           |               | Бен                 | Роксин Хелберг      | кратки филм  |
| 2010.  | Негде                     |               | глумац на журци     | Софија Копола       | непотписан   |
| 2010.  |                           |               | Хари                | Сем Бојд            | кратки филм  |
| 2011.  | Између светова            |               | Фламинго            | Франсис Форд Копола |              |
| 2011.  |                           |               | Алан Голдеберг      | Џошуа Марголин      | кратки филм  |
| 2013.  | Предивна створења         |               | Итан Вејт           | Ричард Лагравенес   |              |
| 2013.  | Стокер                    |               | Вип Тејлор          | Парк Чан-вук        |              |
| 2013.  | Несрећна Џасмин           |               | Дени Франсес        | Вуди Ален           |              |
| 2013.  |                           |               | тинејџер из 1940-их | Мет Вулф            | документарац |
| 2013.  |                           |               | Џеси                | Софи Брукс          | кратки филм  |
| 2014.  |                           |               |                     | Олден Еренрајх      | кратки филм  |
| 2015.  |                           |               | Ели                 | Мелани Шо           |              |
| 2016.  | Аве, Цезаре!              |               | Хоби Дојл           | Џоел и Итан Коен    |              |
| 2016.  | Правила не важе           |               | Френк Форбс         | Ворен Бејти         |              |
| 2017.  |                           |               | Брендон Бартл       | Александар Мур      |              |
| 2018.  | Соло: Прича Ратова звезда |               | Хан Соло            | Рон Хауард          |              |
| 2023.  | Медвед на кокаину         |               | Марти               | Елизабет Бенкс      |              |
| 2023.  | Опенхајмер                |               | помоћник у Сенату   | Кристофер Нолан     |              |
| 2023.  | Ферплеј                   |               | Лук                 | Клои Домонт         |              |
| 2025.  | Тренутак нестајања        |               | Пол Морган          | Зак Крегер          |              |

### Телевизија
| Година | Српски назив             | Изворни назив | Улога                      | Напомене                                |
| ------ | ------------------------ | ------------- | -------------------------- | --------------------------------------- |
| 2005.  | Ловци на натприродно     |               | Бен Колинс                 | епизода: „Вендиго”                      |
| 2006.  | Место злочина: Лас Вегас |               | Свен                       | епизода: „Направљен за убијање, 2. део” |
| 2020.  | Врли нови свет           |               | Џон                        | главна улога                            |
| 2025.  | Ајронхарт                |               | Џо Макгиликади / Зик Стејн | главна улога                            |

### Видео-игре
| Година | Назив | Улога    | Напомене                                                       |
| ------ | ----- | -------- | -------------------------------------------------------------- |
| 2017.  |       | Хан Соло | глас и лик. садржај темељен на филму Соло: Прича Ратова звезда |